# Palmetto
Palmetto es una película estadounidense filmada en el año 1998, cuyos protagonistas son Woody Harrelson y Elisabeth Shue.

## Sinopsis
Harry Barber (Woody Harrelson) es un típico hombre de clase media que desea salir de apuros económicos, una vez ya salido de la cárcel. Por casualidad se encuentra con Rhea Malroux (Elisabeth Shue), la bella esposa de un conde, que le sugiere un negocio, el que consiste en un secuestro falso de la hija de Elisabeth Shue (Chloë Sevigny) a fin de cobrar un rescate.
- Datos: Q512176